# Grand Prix Cycliste de Québec 2022
Il Grand Prix Cycliste de Québec 2022, undicesima edizione della corsa, valido come trentacinquesima prova dell'UCI World Tour 2022 categoria 1.UWT, si svolse il 9 settembre 2022 su un percorso di 201,6 km a Québec, nell'omonima provincia in Canada. La vittoria fu appannaggio del francese Benoît Cosnefroy, che ha completato il percorso in 4h46'56" alla media di 39,72 km/h precedendo l'australiano Michael Matthews e l'eritreo Biniam Girmay.

## Squadre e corridori partecipanti
| N.      | Cod. | Squadra                     |
| ------- | ---- | --------------------------- |
| 1-7     | BEX  | Team BikeExchange-Jayco     |
| 11-17   | TJV  | Jumbo-Visma                 |
| 21-27   | IGD  | Ineos Grenadiers            |
| 31-37   | UAD  | UAE Team Emirates           |
| 41-47   | BOH  | Bora-Hansgrohe              |
| 51-57   | IWG  | Intermarché-Wanty-Gobert    |
| 61-67   | TBV  | Bahrain Victorious          |
| 71-77   | QST  | Quick-Step Alpha Vinyl Team |
| 81-87   | GFC  | Groupama-FDJ                |
| 91-96   | COF  | Cofidis                     |
| 101-107 | LTS  | Lotto Soudal                |

| N.      | Cod. | Squadra               |
| ------- | ---- | --------------------- |
| 111-117 | ACT  | AG2R Citroën Team     |
| 121-127 | TFS  | Trek-Segafredo        |
| 131-137 | MOV  | Movistar Team         |
| 141-147 | IPT  | Israel-Premier Tech   |
| 151-157 | DSM  | Team DSM              |
| 161-167 | EFE  | EF Education-EasyPost |
| 171-177 | AST  | Astana Qazaqstan Team |
| 181-187 | ARK  | Team Arkéa-Samsic     |
| 191-197 | TEN  | TotalEnergies         |
| 201-207 | CAN  | Canada                |

## Ordine d'arrivo (Top 10)
| Pos. | Corridore           | Squadra      | Tempo    |
| ---- | ------------------- | ------------ | -------- |
| 1    | Benoît Cosnefroy    | AG2R         | 4h46'56" |
| 2    | Michael Matthews    | BikeExchange | a 4"     |
| 3    | Biniam Girmay       | Intermarché  | s.t.     |
| 4    | Wout Van Aert       | Jumbo        | a 5"     |
| 5    | Iván García Cortina | Movistar     | s.t.     |
| 6    | Mikkel Honoré       | Quick-Step   | s.t.     |
| 7    | Adam Yates          | Ineos        | s.t.     |
| 8    | Alberto Bettiol     | EF           | s.t.     |
| 9    | Diego Ulissi        | UAE          | a 6"     |
| 10   | Warren Barguil      | Arkéa        | s.t.     |